# Ulrich Kodjo Wendt
Ulrich Kodjo Wendt (* 1962 in Hamburg) ist ein deutscher Filmkomponist und Musiker. Wendt komponiert Musik für Filme und Serien, für das Theater sowie für Hörbücher und Live-Performances. Sein Instrument ist das diatonische Akkordeon.

## Leben
Ulrich Kodjo Wendt wuchs mit afrikanischer Musik, Jazz und Filmmusik in Hamburg auf.
Er studierte Germanistik mit Schwerpunkt Film, Theaterwissenschaften und Ethnologie an der Friedrich-Alexander-Universität Erlangen-Nürnberg und an der Universität Hamburg. An der Universität Hamburg schloss er das Studium 1992 mit einem Magister Artium ab.
Während des Studiums und danach engagierte er sich in der Friedens- und Umweltbewegung.
Wendt lebt in Hamburg. Mit der von ihm gegründeten UKW Band als Solist auf dem diatonischen Akkordeon, unter anderem auf Alben von Lena Meyer-Landrut, Canan Uzerli und Roger Cicero, als musikalischer Leiter der LolaBand und der Weltkapelle Wilhelmsburg und in verschiedenen anderen Formationen, spielt er auf Festivals und Bühnen vor allem in Norddeutschland, aber auch darüber hinaus im gesamten deutschsprachigen Raum und angrenzenden europäischen Ländern. Die aus internationalen Musikern, darunter Geflüchteten aus Kriegsgebieten bestehende Weltkapelle Wilhelmsburg, deren musikalischer Leiter Wendt ist,  trat 2019 u. a. in der Elbphilharmonie Hamburg auf. 2012 war Wendt auf der Berlinale als Filmcoach tätig.
Auslandsreisen, auf denen er als Solist und in Ensembles musizierte und auch lehrte, führten ihn u.,a. nach Neuseeland, Südkorea (im Rahmen des Jecheon International Music and Film Festivals) und Brasilien.
Wendt komponierte Musik für Spielfilme („Im Juli“; „Kurz und schmerzlos“ von Fatih Akin), Dokumentarfilme („Holy Shit“ von Rubén Abruña, „Ab nach Rio“ von Jens Huckeriede), Serien („Die Discounter“, Prime Video, „Intimate“ Joyn und Pro7) Theater („Die Welt ist groß und Rettung lauert überall“ am Thalia Theater Hamburg, „Kebab Connection“ am Grips Theater Berlin), Hörbücher und Live-Performances.
Wendt hat Lesungen u. a. mit Günter Grass, Harry Rowohlt, Anna Warner, Achim Amme und Saskia Junggeburth musikalisch begleitet.

## Filmografie (als Komponist), in Auswahl

### Serien
- „Die Discounter“ (2021–2024, Regie Oscar Belton, Emil Belton, Bruno Alexander, Pyjama Pictures, * Amazon Prime Video) Staffeln 1–4.
- „Intimate“ (2023–2024, Regie Oscar Belton, Emil Belton, Bruno Alexander, Pro7 / JOYN)

### Dokumentarfilme
- „Schuss ins Blau“ (2004, Regie Christian Bau, Idee Artur Dieckhoff, die thede) gemeinsam mit Ramon Kramer
- „Rumah Saya“ (2009, Regie Claire Pijman, Stichting Docu Shot) gemeinsam mit Anne Wiemann
- „Ab nach Rio“ (2009, Regie: Jens Huckeriede, die thede)
- „Hafenstrasse im Fluss“ (2010, Regie: Thomas Tode/ Rasmus Gerlach) gemeinsam mit Anne Wiemann
- „In God’s Hand“ (2017, Regie Peter Woditsch, Sophimages) Filmmusik gemeinsam mit Uli Kringler
- „Small planets“ (2018, Regie: Dirk Manthey, strandfilm Produktions GmbH und dirk manthey film) gemeinsam mit Uli Kringler
- „Paris – Kein Tag ohne Dich“ (2020, Regie Ulrike Schaz), als Akkordeonspieler
- „Holy Shit“ (2023, Regie Rubén Abruña, ThurnFilm)
- „This is our everything“ (2023, Regie Frederik Subei), nominiert für den German Documentary Film Music Award (Musik) 2023

### Spielfilme
- „Back in Trouble“ (1997, Regie Andy Bausch, Wüste Filmproduktion, Deutschland / Luxemburg)
- „Die Rosenfalle“ (1997, Regie Thorsten Wettcke).
- „Kurz und schmerzlos“ (englisch: „Short Sharp Shock“) (1998, Regie Fatih Akin, Wüste Filmproduktion), Festivals: Locarno, Deutsche Reihe der Berlinale, Verleih: Polygram. Mit: Mehmet Kurtulus, Idil Üner. - (2020, Wiederaufführung des Films in digitalisierter und restaurierter Form).
- „Der erste Zug“ (1999, Regie Nikolaus Baikousis und Florian Eichinger, Frame Film, Sunset Film)
- „Im Juli“ (2000, Regie Fatih Akin, Wüste Filmproduktion, Senator Film)
- „Kebab Connection“ (2004, Regie: Anno Saul; Buch: Fatih Akin; Wüste Filmproduktion) Filmmusiktitel
- „Leuchtendes Vorbild“ (2009, Regie: Klaus Weller, films4you) gemeinsam mit Uli Kringler
- „Auf dem richtigen Weg“ gemeinsam mit Uli Kringler (2010, Regie: Klaus Weller, films4you)
- „Fischer fischt Frau“ (2011, Regie Lars Jessen, Constantin Film) Szenenmusik und Auftritt der UKW Band
- „Tagundnachtgleiche“ (2020, Regie Lena Knauss, TamTam Film).

### Stummfilme
- „Vesnoi“ / „Im Frühling“ / „A Primavera“ (Ukraine 1929, Regie: Michail Kaufman) 2022, Stummfilmmusik-Konzerte u. Komposition gemeinsam mit Anne Wiemann für den ukrainischen Stummfilm in Pordenone, Udine und Gemona del Friuli[7]
- „Kurs auf die Ehe“ / „Kire lained“ (D/EE 1930, Wladimir Gaidarow) 2024, gemeinsam mit Krischa Weber
- „Schastye“ / „Happiness“ / „Das Glück“ (UdSSR 1934, Regie: Alexander Medwedkin) (2008) Live Stummfilmmusik gemeinsam mit Anne Wiemann beim Jecheon International Music & Film Festival in Südkorea. Lecture zum Thema Filmmusik an der Academy von Jecheon.
- „Vesnoi“ / „Im Frühling“ / „A Primavera“ (2004, Stummfilmmusik-Konzert u. Komposition gemeinsam mit Anne Wiemann für den ukrainischen Stummfilm Regie Michail Kaufman in Sacile bei den Giornate del Cinema Muto) (2004)

### Theater (Bühnenmusik)
- „Die Welt ist gross und Rettung lauert überall“ (2009, Buch: Ilija Trojanow, Regie: Jette Steckel)
- „Anubis“ (2010, Regie: Uta Gebert, Numen Company. Schaubude Berlin) gemeinsam mit Mark Badur
- „Limen“ (2011, Regie Uta Gebert, Numen Company. Schaubude Berlin). Figurentheatermusik gemeinsam mit Mark Badur
- „Lamento in der Hosentasche“ gemeinsam mit Krischa Weber (2012, Regie: Susanne Amatosero)
- „Die Tochter des Ganovenkönigs“ (2012, Regie: Steffi Grau, Buch: Ad de Bont, Theater Zeppelin, Theaterschiff Hoheluft Hamburg) gemeinsam mit Krischa Weber
- „Zirkus Willibald trifft Mimi Loop“ (2012, Regie: Anke Krahe, Buch: Monique Schwitter, Bürgerhaus Wilhelmsburg, Hamburg)
- „Kebab Connection“ (2013, Regie: Anno Saul, Buch: Fatih Akin, Grips Theater, Berlin) gemeinsam mit Mark Badur
- „Manto“ (2014, Regie: Uta Gebert, Numen Company) gemeinsam mit Mark Badur. Strasbourg, Frankreich.
- „Baby Dronte“ (2020, Die Artisanen, Stefan Spitzer und Inga Schmidt, Buch: Peter Schössow, Regie Ute Kotte) gemeinsam mit Mark Badur

### Diskografie
- „Achim Amme – Der Welt ist schlecht“ (2011)
- „UKW Band. Happy End mit Akkordeonspieler“ (2013, flowfish)
- „Roger Cicero. Du bist mein Sommer“ (2014, Starwatch, Warner) vom Album „Was immer auch kommt“ Akkordeon
- „Achim Amme – Ich habe dich so lieb“ (2015)
- “Canan Uzerli. Içten Gelen Ses – Die Stimme aus dem Inneren”  (2018, Canan Uzerli & Band)
- „Ulrich Kodjo Wendt – Die Discounter“ (2022, Original Soundtrack, Treibhaus Tontraeger)
- „Jörg Erb - In anderem Licht“ (2023, als Gastmusiker)
- „Ulrich Kodjo Wendt – Die Discounter Staffel 2“ (2023, Original Soundtrack, Treibhaus Tontraeger)

### Hörbücher
- „Riesling – Eine Weinlesereise.“ texte+tannine (2007, tonkombinat). Musik: U.K. Wendt, Gesang: Christian Redl
- „Ruchlose Rivalen oder Piratenwort wird nicht gebrochen“ (2010, Buch: Leuw von Katzenstein. Musik: Coco von Wolmirsleben und Wolfgang von Henko. Hörcompany)
- „Die Seefahrt nach Rio mit James Krüss“. (2012) Akkordeon (Hörcompany).